# Rua Voluntários da Pátria (Porto Alegre)

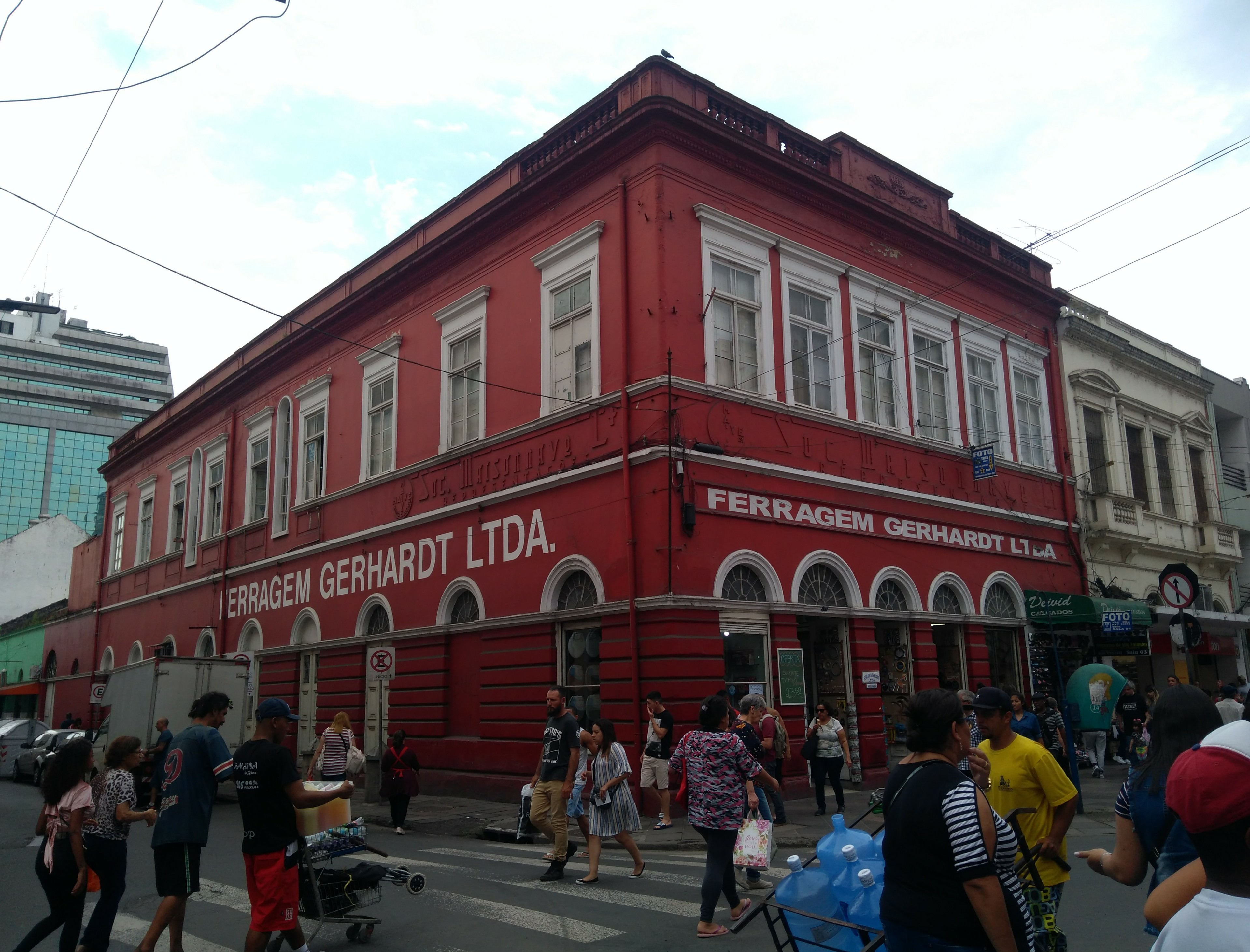
Prédio da tradicional Ferragem Gerhardt na Rua Voluntários da Pátria n. 120

A Rua Voluntários da Pátria é uma via pública do centro histórico da cidade brasileira de Porto Alegre, capital do estado do Rio Grande do Sul. Começa na Rua Marechal Floriano Peixoto, em frente à Praça Pereira Parobé (atual Terminal Pereira Parobé), e termina na Rua Ricardo Seibel de Freitas Lima, no bairro Farrapos.
O nome Voluntários da Pátria foi uma homenagem aos voluntários que lutaram na Guerra do Paraguai, deflagrada em 1865 com a invasão de São Borja e Uruguaiana pelas forças de Francisco Solano López. Junto com os gaúchos do 39º Batalhão, uma flâmula imperial os acompanhou, e hoje é guardada como relíquia na Igreja da Matriz, juntamente com a bandeira nacional do Império.

## Histórico
A abertura de uma nova via de acesso à Vila de Porto Alegre, fora do esquema viário primitivo, começou em 1806. Esse caminho marginal ao rio Guaíba recebeu o nome de Caminho Novo. Dom Diogo de Souza, primeiro capitão-general da capitania de São Pedro do Rio Grande do Sul, deu prosseguimento às obras, numa extensão de quase quatro quilômetros, até a Várzea do Gravataí, construindo um solar para residência dos governadores quase na extremidade do percurso, usado para este fim até 1824.
Joaquim José de Azevedo logo instalou um estaleiro junto ao rio, nas imediações da atual Praça Rui Barbosa, que foi o prenúncio do destino comercial e industrial que estava reservado ao novo caminho.
O desenvolvimento urbano do Caminho Novo permaneceu estagnado durante vários anos, como o de toda Porto Alegre, devido à Revolução Farroupilha. Em razão do prolongado sítio imposto pelos rebeldes, entre 1836 e 1840, o valo que protegia a cidade, com baluartes artilhados, cortava o Caminho Novo na altura da atual Rua Pinto Bandeira, onde existia um portão, com ponte levadiça, que controlava o acesso à praça. Durante o cerco, os equipamentos públicos essenciais foram instalados dentro da área do entrincheiramento. Por essa razão, o matadouro de gado foi transferido para a então chamada Praça do Estaleiro (atual Praça Rui Barbosa - Centro Popular de Compras), onde aportavam as embarcações que traziam gado ou carne.

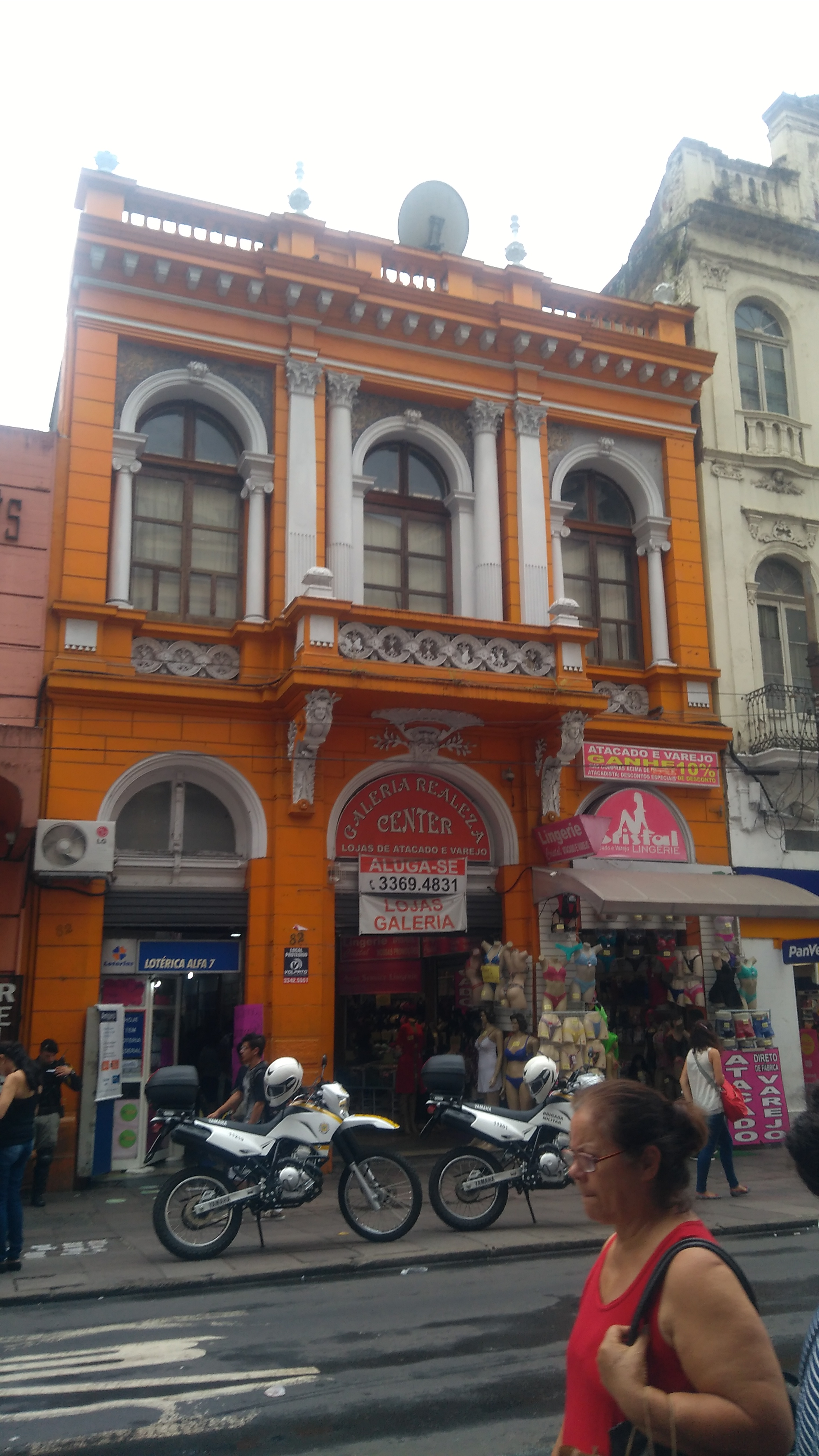
Prédio antigo na rua

A Municipalidade de Porto Alegre travou uma luta histórica por conservar, como domínio público, para que toda a população pudesse usufruir, o lado da rua que dava fundos para o rio. Todavia, o município não resistiu à constante pressão dos particulares que pleiteavam para si o aforamento daqueles terrenos, considerados da Marinha e, por isso, confiados ao domínio direto do Governo Imperial. A Câmara conseguiu apenas garantir a doação, para logradouro público, da área situada entre as embocaduras das atuais ruas Vigário José Inácio e Barros Cassal, formalizada em 1861 pelo Conselheiro Joaquim Antão Fernandes Leão, presidente da província. Todo o restante da margem do rio, a contar da embocadura da Rua Barros Cassal, foi concedido pelo governo central, a partir de 1869, em aforamento perpétuo, aos proprietários de outra face da rua, na proporção de suas respectivas testadas.
Em 1870, o Caminho Novo recebeu o nome oficial de Rua dos Voluntários da Pátria. No mesmo ano, a Câmara providenciou o início do calçamento da primeira quadra, até a Rua do Rosário.
A rua sofreu expressiva alteração com a implantação da ferrovia para São Leopoldo, ao longo de toda sua extensão, cuja estação foi edificada em 1874, sob protestos dos moradores e da Câmara Municipal, na esquina da Rua da Conceição. A presença da ferrovia, e a utilização da margem do rio para o estabelecimento de trapiches, depósitos, estaleiros e oficinas, traçaram definitivamente o destino do Caminho Novo, transformando-o, de um passeio bucólico, numa rua suja, repleta de armazéns de atacado e indústrias. A prosperidade das empresas, contudo, refletia-se, na solidez e ornatos dos sobrados neoclássicos.

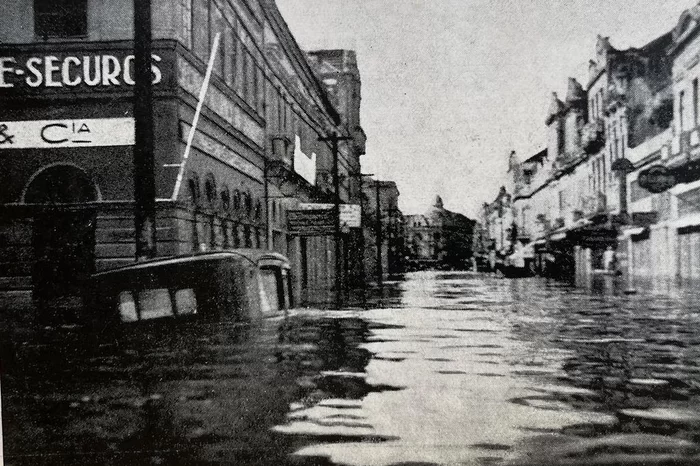
A rua alagada na grande enchente de 1941

A partir de 1881, começaram os esforços para retirar os carreteiros que freqüentavam a Praça Rui Barbosa (chamada então de Praça das Carretas). Esse processo foi lento, pois os comerciantes da rua eram contrários à retirada dos carreteiros. Só em 1894, quando a intendência municipal fixou o Campo da Redenção como paradeiro oficial das carretas, estas deixaram definitivamente a Voluntários da Pátria. A rua continuou sendo, todavia, por muitos anos, o paraíso das carroças puxadas a cavalo ou burro. Tais carroças, até serem substituídas totalmente pelos caminhões, na década de 1940, povoavam toda a rua.
A construção do novo cais do porto, nas décadas de 1950 e 1960, que aterrou uma larga faixa de terrenos, isolou a Rua Voluntários da Pátria do Guaíba, acarretando uma degradação que acabou afastando dali as sedes de inúmeras empresas e de diversos clubes náuticos.

## Atualidade
A Rua Voluntários da Pátria, nos dias atuais, caracteriza-se por ser uma via onde se localiza o comércio popular da cidade.
Segundo dados da prefeitura de Porto Alegre, para preparar a cidade para receber a Copa do Mundo de 2014, será executada a duplicação da Rua Voluntários da Pátria. Ela complementará as obras de extensão da Rua Dona Teodora e Rua Padre Leopoldo Bretano, e qualificará a ligação entre a BR-448 (Rodovia do Parque), a Arena do Grêmio, o Aeroporto Internacional Salgado Filho, a área central e o Estádio Beira-Rio. O projeto prevê a duplicação da via em 3,5 quilômetros, entre a Avenida Sertório e a Rua da Conceição (Estação Rodoviária de Porto Alegre e a Ponte do Guaíba), contando com faixa exclusiva para transporte coletivo, ciclovia, passeios públicos e a construção do terminal de ônibus junto à Estação São Pedro. O projeto preservará as fachadas de prédios históricos.